# Santa Cruz Quilehtla
Santa Cruz Quilehtla es una localidad del estado mexicano de Tlaxcala. Es cabecera del municipio de Santa Cruz Quilehtla.

## Demografía
| Censo | Población |
| ----- | --------- |
| 1995  | 3424      |
| 2000  | 3542      |
| 2005  | 3884      |
| 2010  | 4455      |
| 2020  | 5557      |